# Diocesi di Anuradhapura
La diocesi di Anuradhapura (in latino Dioecesis Anuradhapurensis) è una sede della Chiesa cattolica in Sri Lanka suffraganea dell'arcidiocesi di Colombo. Nel 2022 contava 16.100 battezzati su 1.235.000 abitanti. È retta dal vescovo Norbert Marshall Andradi, O.M.I.

## Territorio
La diocesi comprende la Provincia Centro-Settentrionale dello Sri Lanka.
Sede vescovile è la città di Anurādhapura, dove si trova la cattedrale di San Giuseppe.
Il territorio si estende su 10.472 km² ed è suddiviso in 15 parrocchie.

## Storia
La prefettura apostolica di Anuradhapura fu eretta il 19 dicembre 1975 con la bolla Iussum Christi di papa Paolo VI, ricavandone il territorio dalle diocesi di Jaffna e di Trincomalee-Batticaloa.
Il 18 marzo 1982 la prefettura apostolica è stata elevata a diocesi con la bolla Qui idem di papa Giovanni Paolo II.

## Cronotassi dei vescovi
Si omettono i periodi di sede vacante non superiori ai 2 anni o non storicamente accertati.
- Henry Swithin Thomas Alexander Wijetunge Goonewardena, O.M.I. † (20 dicembre 1975 - 2 novembre 1995 dimesso)
- Oswald Gomis † (2 novembre 1995 - 6 luglio 2002 nominato arcivescovo di Colombo)
- Norbert Marshall Andradi, O.M.I., dal 14 novembre 2003

## Statistiche
La diocesi nel 2022 su una popolazione di 1.235.000 persone contava 16.100 battezzati, corrispondenti all'1,3% del totale.
| anno | popolazione | popolazione | popolazione | presbiteri | presbiteri | presbiteri | presbiteri                | diaconi | religiosi | religiosi | parrocchie |
| anno | battezzati  | totale      | %           | numero     | secolari   | regolari   | battezzati per presbitero | diaconi | uomini    | donne     | parrocchie |
| ---- | ----------- | ----------- | ----------- | ---------- | ---------- | ---------- | ------------------------- | ------- | --------- | --------- | ---------- |
| 1980 | 7.280       | 638.000     | 1,1         | 7          |            | 7          | 1.040                     |         | 14        | 31        | 20         |
| 1990 | 9.597       | 963.000     | 1,0         | 12         | 7          | 5          | 799                       |         | 8         | 33        | 33         |
| 1999 | 12.369      | 1.418.224   | 0,9         | 15         | 11         | 4          | 824                       |         | 5         | 48        | 13         |
| 2000 | 12.418      | 1.418.224   | 0,9         | 15         | 11         | 4          | 827                       |         | 5         | 45        | 13         |
| 2001 | 12.479      | 1.418.224   | 0,9         | 20         | 14         | 6          | 623                       |         | 8         | 51        | 13         |
| 2002 | 9.855       | 1.103.697   | 0,9         | 20         | 14         | 6          | 492                       |         | 8         | 56        | 13         |
| 2003 | 10.103      | 1.140.066   | 0,9         | 22         | 15         | 7          | 459                       |         | 8         | 45        | 13         |
| 2004 | 9.855       | 1.105.663   | 0,9         | 21         | 15         | 6          | 469                       |         | 7         | 42        | 15         |
| 2006 | 10.621      | 1.132.000   | 0,9         | 25         | 14         | 11         | 424                       |         | 11        | 52        | 18         |
| 2012 | 12.703      | 1.110.904   | 1,1         | 22         | 15         | 7          | 577                       |         | 7         | 59        | 15         |
| 2015 | 14.008      | 1.140.000   | 1,2         | 15         | 15         |            | 933                       |         |           | 52        | 13         |
| 2018 | 15.340      | 1.177.230   | 1,3         | 25         | 13         | 12         | 613                       | 1       | 12        | 47        | 13         |
| 2020 | 15.900      | 1.221.546   | 1,3         | 23         | 15         | 8          | 691                       | 1       | 8         | 50        | 15         |
| 2022 | 16.100      | 1.235.000   | 1,3         | 23         | 13         | 10         | 700                       | 2       | 11        | 54        | 15         |